# Per un'ora d'amore/Cavallo bianco
Per un'ora d'amore/Cavallo bianco è il secondo singolo dei Matia Bazar, pubblicato dalla Ariston (catalogo AR 00720) nel novembre 1975. Anch'esso, come il singolo precedente, anticipa l'album di debutto Matia Bazar 1 (1976).

## Il disco
Raggiunge la 20ª posizione nella classifica delle vendite dei singoli italiani del 1976.
È il primo singolo con il batterista Giancarlo Golzi (a due anni dalla sua separazione dai Museo Rosenbach), che completa la formazione della band. Tuttavia nel 45 giri originale alla batteria non c'è Giancarlo Golzi, ma il musicista Bruno Astesana che incise in studio a Genova rinunciando ad essere accreditato. 
L'anno successivo i due brani sono inseriti nell'LP d'esordio Matia Bazar 1, entrambi con una durata maggiore.

## Tracce
Testi di Aldo Stellita e Giovanni Belfiore, musiche di Carlo Marrale e Piero Cassano; edizioni musicali Ariston.
1. Per un'ora d'amore – 3:36
2. Cavallo bianco – 4:40

### Formazione

#### Gruppo
- Antonella "Matia" Ruggiero – voce
- Piero Cassano – tastiere, cori
- Carlo "Bimbo" Marrale – chitarra, voce
- Aldo Stellita – basso, cori

#### Altri musicisti
- Bruno Astesana – batteria

### Versioni in spagnolo
Le versioni in spagnolo di Per un'ora d'amore e Cavallo bianco, intitolate rispettivamente Por una hora a tu lado (lett. «Per un'ora al tuo fianco») e Caballo blanco, compaiono nell'album del Sencillez (1978), insieme ad altre traduzioni di successi. Quest'album è una raccolta di canzoni destinate al mercato latino, piuttosto che una versione in spagnolo del corrispondente album Semplicità pubblicato in Italia nello stesso anno.
Sempre nel 1978, le due canzoni erano già state pubblicate su singolo come lati B: Por una hora de amor (lett. «Per un'ora d'amore», unica occorrenza di questo titolo in tutta la discografia) in Colombia (Ariston 543003) con lato A Solo tu; Caballo blanco in Spagna (Hispavox 45-1770) con lato A "Mister Mandarino".
Ancora nel 1978 Por una hora a tu lado raggiunge il primo posto in Spagna e nei paesi di latino, per questo i Matia Bazar vengono invitati come ospiti d'onore al Festival internazionale della canzone di Viña del Mar.
Entrambi i brani saranno poi inclusi rimasterizzati nella raccolta in CD e LP Grandes éxitos (1996), ma soltanto il primo nel doppio CD Fantasia - Best & Rarities (2011).

## Cavallo bianco
| Solista            | Anno      | Album                                  |
| ------------------ | --------- | -------------------------------------- |
| Antonella Ruggiero | 1975 1981 | Matia Bazar 1 Live@RTSI                |
| Laura Valente      | 1995      | Radiomatia                             |
| Silvia Mezzanotte  | 2000 2002 | Brivido caldo Messaggi dal vivo (live) |
| Roberta Faccani    | —         | —                                      |

La tabella riassume le versioni su album registrate da tutte le soliste del gruppo.